# Milord
Milord (IPA: /milɔʀ/) eller Ombre de la Rue (IPA: /ɔmbʀə dø la ʀy/) är en sång från 1959 med text av Georges Moustaki och musik av Marguerite Monnot som blev känd genom Édith Piafs inspelning. Det är en fransk chanson som skildrar känsorna hos en underklasskvinna (kanske en prostituerad) som blir förälskad i en elegant brittisk överklassman ("milord") som hon sett promenera genom staden med en vacker ung kvinna vid sin arm. Eftersom gentlemannen inte lägger märke till henne känner sig sångaren bara som skuggan på gatan ("ombre de la rue").